# 川上氏
川上氏（かわかみし）は、日本の氏族の一つ。川上を苗字とする一族のことである。河上とも表記されることがあった。複数の川上氏が存在する。
1. 物部氏・尾張氏・海部氏系川上氏。古代の和泉に川上部、河内に物部氏族川上造など。
2. 熊襲系。熊襲の頭川上梟帥は有名。
3. 薩摩島津氏系川上氏（薩摩島津川上氏）。
4. 他に、明治8年2月13日の「平民苗字必称義務令」による川上氏がある。

## 川上氏（物部氏系）
川上氏（かわかみうじ）は、「川上」を氏の名とする氏族。

### 物部氏系
姓は造。『続日本後紀』承和元年12月に、散位従七位下の川上造吉備成（かわかみのみやつこきびなり）が春道宿祢の姓を賜ったことがみえ、伊香我色雄（いかがしこおのみこと）の後裔とされる。造（みやつこ）は朝廷に仕える人の意。

## 川上氏（熊襲）
古事記には、景行天皇の皇子であるヤマトタケルによるクマソタケル（熊襲建、川上梟帥）の征伐譚が記される。
日本書紀・景行（けいこう）紀27年条
「熊襲（くまそ）に魁帥（たける）者有（といふものあ）り。名は取石鹿文（とろしかや）。亦は川上（かはかみの）梟帥（たける）と曰ふ。」とある。

## 川上氏（薩摩島津）
薩摩の川上氏（かわかみし）は、薩摩島津氏の一族。島津宗家5代当主の島津貞久の庶長子、頼久が薩摩加世田別府半分地頭職を与えられたことから始まる。

### 川上氏（薩摩島津）嫡流
代々島津宗家に仕え、5代兼久の時に薩摩日置郡伊集院の地頭職となる。しかし10代昌久は島津宗家14代当主の島津勝久の行状をいさめて自害した。その子孫は薩摩・大隅・日向の各郡の地頭職に任命されている。
1. 頼久…子：親久（2代）
2. 親久…子：家久（3代）
3. 家久…子：教久（4代）、兼久（5代）、忠村
4. 教久
5. 兼久…子：行久（6代）、忠頼、忠塞、義久
6. 行久…子：公久（7代）
7. 公久…養子：朝久（8代、忠塞の子）
8. 朝久…子：安久（9代）
9. 安久…子：昌久（10代）
10. 昌久…子：久隅（11代）
11. 久隅…子：久利、久通（12代）

以下略

### 川上氏庶流
戦国時代に島津家家臣として知られる川上氏は、5代兼久の三男、忠塞の流れである。島津義弘を守って戦死した久朗、沖田畷の戦いで龍造寺隆信を討ち取ったとされる忠智・忠堅、朝鮮の役で活躍した忠実、そして関ヶ原の戦いに参加し小返しの五本鑓に数えられる忠兄・久智・久林などは全て川上氏の庶流にあたる。また、薩州家の島津実久に与して島津宗家に叛いた辺川忠直は、川上氏3代家久の三男忠村の孫にあたる。庶家には、小原氏、山口氏、安山氏を称した家などがある。
- 忠克
- 久朗
- 忠智
- 忠堅
- 忠兄
- 久智
- 久林
- 忠実
- 辺川忠直

### 江戸時代の川上氏
川上氏本家は各地の地頭職を歴任し、「堅馬場家」とも称され600石の家禄を得て一所持の家格とされた。また昌久の孫にあたる久利の家も本家とは別に403石を拝領し、「竜衛家」と称され寄合衆の家格となる。また、久尚の子の久明の系統は「弥五大夫家」と称し、やはり寄合衆となった。庶流である久朗の系統の家は「式部家」と称され（寄合衆）、237石を得て代々家老・目付の要職にあった。
正徳年間より、偏諱は寄合並以上の嫡男は「久」、次男以下は「親」の字とされ、士分以下や他家奉公の川上姓は改姓するよう命が下ったが、明治3年（1870年）より復姓が許された。

### 系譜
```
　　　　　　　　　　　　　　　　　
島津貞久

　　　　　　　　　 ┏━━━┳━━━━╋━━━━┓
　　　　　　　　　
頼久
　
島津宗久
　
島津師久
　
島津氏久

　　　　　　　　　 ┃
　　　　　　　　　
親久

　　　　　　　　　 ┃
　　　　　　　　　
家久

　　　　　　 ┏━━╋━━━━━━━━━━━━━━━━━━━━━━━━━━━━┓
　　　 　　 
教久
　
兼久
　　　　　　　　　　　　　　　　　　　　　　　　　　　
忠村

　　　　　　　　　 ┣━━┳━━━━━┳━━┳━━━━━━━━━━━┓　　　　┃
　　　　　　　　　
行久
　
忠頼
　　　　
忠塞
　昌隆　　　　　　　　　　
義久
　　　
忠貴

　　　　　　　　　 ┃　　　　　　　　┣━━┳━━┳━━┓　　　　　┃　　　　┃
　　　　　　　　　
公久
　　　　　　　
栄久
　
忠豊
　忠朝　
忠興
　　　　受久　　
辺川忠直

　　　　　　　　　 ∥　 　┏━━┳━━┫　（＊）　　　　┣━━┓　　┃
　　　　　　　　　
朝久
　
忠豊
　
道堯
　
忠克
　　　　　　　
忠智
　
忠里
　経久
　　　　　　　　　 ┃　　　　　┏━━╋━━┓　　┏━━╋━┓∥　　┃
　　　　　　　　　
安久
　　　　
忠頼
　
久朗
　
忠実
　
忠堅
　
忠兄
　
久智
　倍久
　　　　　　　　　 ┃　　　　　　　　┃　　　　　┃　　┣━━┓　　┃
　　　　　　　　　
昌久
　　　　　　　
久辰
　　　　
久林
　
久恒
　
忠盈
　
久慶

　　　　　　　　　 ┃　　　　　　　　┃　　┏━━┫　　┃　　┃　　
　　　　　　　　　
久隅
　　　　　　　
久国
　
久如
　
久盛
　久親　親昌
　　　　　　 ┏━━┫　　　　　　　　┃　　　　　　　　　　　┃　　　
　　　　　　
久利
　
久通
　　　　　　　久将　　　　　　　　　　忠通
　　　　　　 ┃　　┃　　　　　┏━━┫　　　　　┏━━┳━━┫　　　
　　　　　　
久清
　
久運
　　　　久孝　
久重
　　　　忠洪　忠真　忠方　
　　　 ┏━━┫　　┃　　　　　　　　┃　　　　　　　　　　　┃
　　　忠利　久慶　
久尚
　　　　　　　久映　　　　　　　　　　忠邦　　　
　　　　　　 ┃　　┣━━━━━┓　　┃　　　　　　　　　　　┃
　　　　　　親倫　
久東
　　　　
久明
　久欽　　　　　　　　　　親盈
　　　　　　 ┃　　┃　　　　　┃　　┃　　　　　　　　┏━━┫
　　　　　　久・　
久長
　　　　久福　久禎　　　　　　　
親賢
　雅楽
 ┏━━┳━━┫　　┃　　　　　┃　　┃　　　　　　　　　　　┃
久品　実包　久珍　
久儔
　　　　久柄　久鎌　　　　　　　　　　親常
　　　　　　 ┃　　∥　　　　　 ┃　　∥　　　　　　　　　　 　┃
　　　　　　久齢　
久致
　　　　久運　久義　　　　　　　　　　親紀
　　　　　　 ┃　　┣━━┓　　┃　　┃　　　　　　　　　　　┃
　　　　孫左衛門　
久芳
　久方　久休　久美　　　　　　　　　　親矩
　　　　　　　　　 ┣━━┳━━┳━━┓
　　　　　　　　　
久封
　
親庸
　貫峰　
親戴
　　　　　　　　　　
　　　　　　　　　 ┃
　　　　　　　　　
久昭

注）
太字
は本家、━は実子、＝は
養子
。
　　8代当主の朝久は忠塞の次男、忠豊（＊）。
　　忠実には諸説あるが、ここでは久朗の弟とした。
```